# 리쿠르고스 (아르카디아)
리쿠르고스는 그리스 신화에서 아르카디아의 왕이었다. 그는 아르카디아의 이전 통치자였던 알레오스와 프로테우스의 딸인 네아이라 사이의 아들이다. 리쿠르고스는 에우리노메와 결혼하여 안카이오스, 에포쿠스, 암피다마스 그리고 이아시오스 이렇게 4명의 자식을 낳았다.